# Lac Yoa
Pour les articles homonymes, voir YOA.
Le lac Yoa est un lac situé dans le nord-est du Tchad.

## Présentation

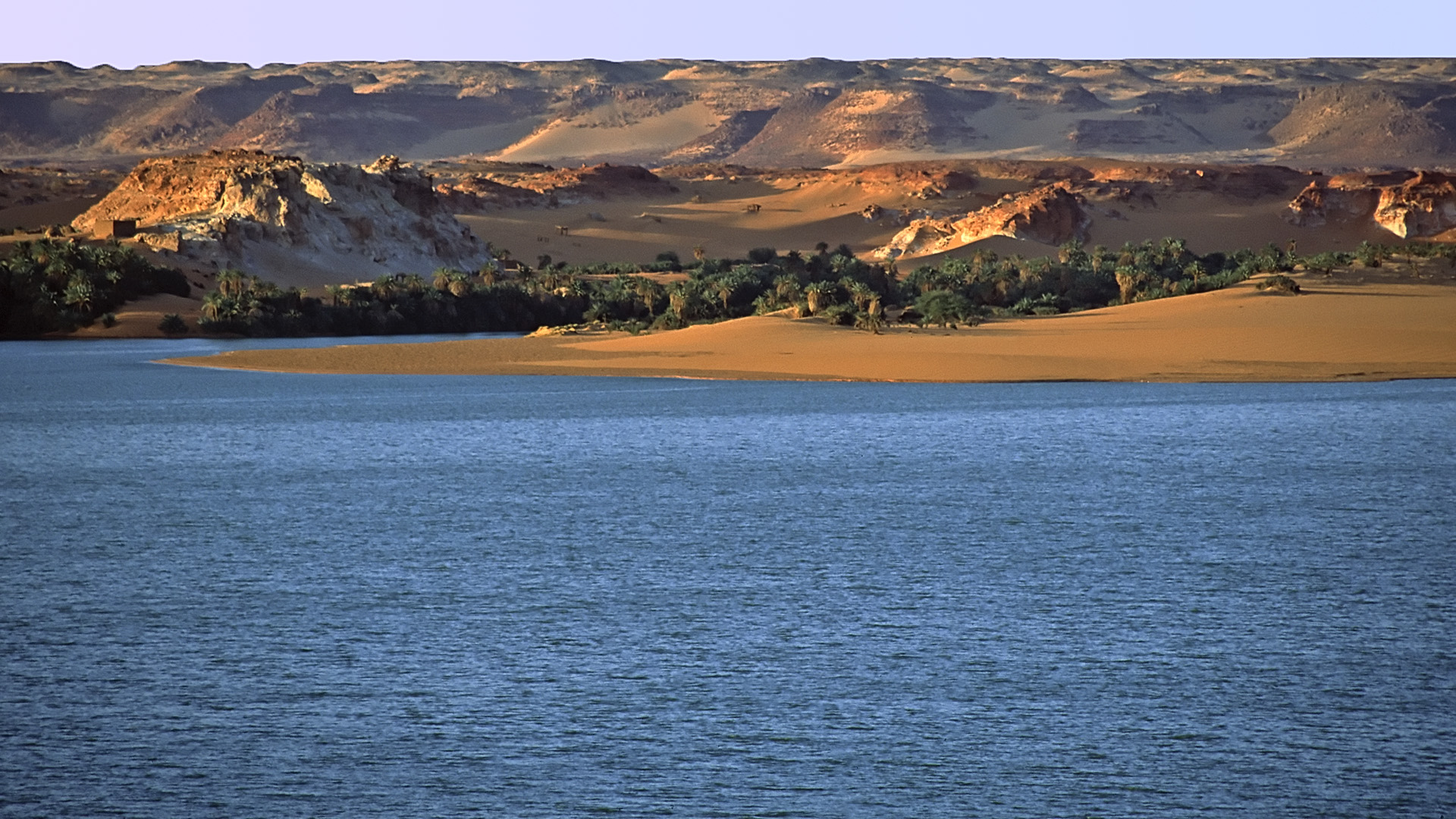
Rive vu du lac Yoa.

Il s'agit du plus grand lac des lacs d'Ounianga, une série de lacs situés près du village d'Ounianga Kébir qui sont les restes d'un lac plus grand qui occupait le bassin d'Ounianga Serir lors de la période africaine humide (environ 15000 à 5500 ans BP).